# 입팔분공
입팔분공(入八分公)은 중국 청(淸) 종실 귀족의 등급으로, 친왕 이하, 봉은보국공(奉恩輔國公) 이상 8등급의 귀족을 통칭하여 '입팔분공(入八分公)'이라고 하였다.
이와는 별개로 '불입팔분진국공'(不入八分鎭國公), '불입팔분보국공(不入八分輔國公)'도 있었는데 진국(鎭國), 보국(輔國), 봉국(奉國), 봉은장군(奉恩將軍) 등의 작으로 통칭 불입팔분공(不入八分公)이라고 하였다. 외번에 해당하는 몽골이나 회부(回部) 그리고 카자흐의 왕공들도 이와 비슷한 등급을 받았다.

## 개요
팔분의 작위는 그 서열에 따라 다음과 같다.
1. 호쇼이 친왕(hošoi cin wang, 한국 한자: 和碩親王)
2. 세자(世子, 친왕의 계승인)
3. 도로이 균왕(doroi giyūn wang, 한국 한자: 多羅郡王)
4. 장자(長子, 군왕의 계승인)
5. 도로이 버이러(doroi beile, 한국 한자: 多羅貝勒)
6. 구사이 버이서(gūsai beise, 한국 한자: 固山貝子)
7. 봉은진국공(kesi-be tuwakiyara gurun-be dalire gung, 한국 한자: 奉恩鎭國公)
8. 봉은보국공(kesi-be tuwakiyara gurun-de aisilara gung, 한국 한자: 奉恩輔國公)

봉은보국공 이전의 등급을 입팔분공이라고 칭하였으며, 그 뒤의 불입팔분진국공, 불입팔분보국공 등의 작위와는 같지 않았다. 그 적자(嫡子)에 대한 책봉은 세자(친왕의 적자)와 장자(군왕의 적자)로 나뉘었다.
입팔분공의 작을 받은 자들은 조정의 정치에 참예하거나 여덟 가지 특권이 주어졌다. 이 여덟 가지 특권이라는 것에 대해서는
- 책옥(冊寶), 가장(家章), 주륜(朱輪), 자강(紫韁), 승계(升階), 납폐(納陛), 각정(角燈), 미총(尾槍)[1]

- 보석정(寶石頂), 단룡괘(團龍褂), 개기포(開氣袍), 자강, 주륜, 문정(門釘), 다호(茶壺), 가장(家將)[2]

- 보석정재(寶石頂戴), 쌍안화익(雙眼花翎), 부저(府邸), 관속(官屬), 단용보복(團龍黼服), 조마(朝馬), 자강, 표미총(豹尾槍)[3]

등의 여러 가지 견해가 있다.
작위가 없는 종실들의 경우는 한산종실(閑散宗室)이라 불리며 4품 무관의 관복을 입을 수 있었다.

## 작록
종실 인사들이 그 작위에 따라 받는 봉록은 다음과 같다.
1. 친왕 세봉(歲俸) 은(銀) 10000냥，녹미(祿米) 10000과(斛)；[주석 1]
2. 세자 세봉 은 6000냥, 녹미 6000과；
3. 군왕 세봉 은 5000냥, 녹미 5000과；
4. 장자 세봉 은 3000냥, 녹미 3000과；
5. 버이러 세봉 은 2500냥, 녹미 2500과；
6. 버이서 세봉 은 1300냥, 녹미 1300과；
7. 진국공 세봉 은 700냥, 녹미 700과；
8. 보국공 세봉 은 500냥, 녹미 500과；
9. 일등진국장군(一等鎭國將軍) 세봉 은 410냥, 녹미 410과；
10. 이등진국장군 세봉 은 385냥, 녹미 385과；
11. 삼등진국장군 세봉 은 360냥, 녹미 360과；
12. 일등보국장군(一等輔國將軍) 겸 기위(骑尉)라고도 하는 작위, 세봉 은 335냥, 녹미 335과；
13. 일등보국장군 세봉 은 310냥, 녹미 310과；
14. 이등보국장군 세봉 은 285냥, 녹미 285과；
15. 삼등보국장군 세봉 은 260냥, 녹미 260과；
16. 일등봉국장군(一等奉國將軍) 겸 기위라고도 하는 작위, 세봉 은 235냥, 녹미 235과；
17. 일등봉국장군 세봉 은 210냥, 녹미 210과；
18. 이등봉국장군 세봉 은 185냥, 녹미 185과；
19. 삼등봉국장군 세봉 은 160냥, 녹미 160과；
20. 봉은장군(奉恩將軍) 겸 기위라고도 하는 작위, 세봉 은 135냥, 녹미 135과；
21. 봉은장군 세봉 은 110냥, 녹미 110과

## 같이 보기
- 몽골의 귀족제

### 내용주
1. ↑  건륭제 때 편찬된 《대청회전칙례》(大淸會典則例)권51 호부(戶部) · 봉향(俸餉)에는 친왕이 해마다 은 1만 냥과 쌀 5천 섬을 받는다고 하였다. 호쇼이 친왕의 호쇼이는 한자로 방정(方正)이라는 단어를 만주어로 음역한 것으로, 본래 청의 전신인 후금(后金, 아이신)의 팔기 여러 버일러 가운데 네 명의 암바 버이러(호쇼이 버이러)들에게 더해졌던 칭호였다. 후금은 때로 호쇼이 버이러들을 명의 왕(王)이라는 작위와 대비시켰는데, 청 태종은 후금의 제도를 본떠 중국식의 친왕 호칭 앞에 만주어인 호쇼이를 더 붙였는데, 그 의미는 성읍 또는 왕국이라는 뜻이었다. 친왕 이하의 작위에는 도로이 또는 구사이(깃발)라는 칭호가 더해져서, 이를 통해 친왕 즉 옛 버이러의 지위를 드러내었다.